# John Flynn
John Flynn (Chicago, Illinois, Estados Unidos; 14 de febrero de 1932 – Pacific Palisades, California, Estados Unidos; 4 de abril de 2007) fue un director estadounidense. Es conocido por la película Lock Up (1989), que fue protagonizada por Sylvester Stallone.

## Biografía
Flynn creció en Manhattan Beach, California. Estudió en la UCLA y sirvió en la guardia costera.
John comenzó su carrera cinematográfica como aprendiz de los directores Robert Wise y J. Lee Thompson. Luego hizo su primera película en 1967 filmando The Sergeant (1968) protagonizado por Rod Steiger.  Desde entonces empezó a tener fama por rodar películas de personas duras buscando venganza.
Finalmente Flynn logró llegar a la primera línea de directores con el thriller Rolling Thunder, protagonizada por Tommy Lee Jones y William Devane, el cual es considerado hoy en día un clásico. Desde entonces continuó haciendo películas de su gusto como Best Seller (1987), protagonizada por James Woods y Brian Dennehy,  Lock Up (1989) protagonizado por Sylvester Stallone y Out for Justice (1991) protagonizado por Steven Seagal. Su última película, directa a video, fue Protection (2001) protagonizada por Stephen Baldwin.
John Flynn murió a los 75 años por causas naturales.

## Filmografía (Selección)

### Películas
| Año  | Título                                | Protagonistas                                      | Notas                                                  | Enlace                                     |
| ---- | ------------------------------------- | -------------------------------------------------- | ------------------------------------------------------ | ------------------------------------------ |
| 1968 | El sargento The Sergeant              | Rod Steiger, Ludmila Mikael                        | - Premio David de Donatello al mejor actor extranjero. | Página de la película en Filmaffinity.     |
| 1972 | Jerusalén The Jerusalem File          | Bruce Davison, Daria Halprin                       |                                                        | Página de la película en Filmaffinity.     |
| 1973 | La organización criminal The Outfit   | Robert Duvall, Karen Black                         | - Basada en una novela de Donald E. Westlake.          | Página de la película en Filmaffinity.     |
| 1977 | El ex-preso de Corea Rolling Thunder  | William Devane, Tommy Lee Jones, Linda Haynes      |                                                        | Página de la película en Filmaffinity.     |
| 1980 | Desafío Defiance                      | Jan-Michael Vincent, Theresa Saldana, Danny Aiello |                                                        | Página de la película en Filmaffinity.     |
| 1980 | Marilyn: The Untold Story             | Catherine Hicks, Richard Basehart                  | - Película para TV. - 4 nominaciones Premios Emmy.     | Página de la película en Filmaffinity.     |
| 1983 | Touched                               | Robert Hays, Kathleen Beller, Ned Beatty           |                                                        | Página de la película en Filmaffinity.     |
| 1983 | Lone Star                             | Lewis Smith, Terri Garber                          | Película para TV.                                      | Página de la película en IMDb (en inglés). |
| 1987 | Best Seller                           | James Woods, Victoria Tennant, Brian Dennehy       | - 1 nominación Premios Independent Spirit              | Página de la película en Filmaffinity.     |
| 1989 | Encerrado Lock Up                     | Sylvester Stallone, Donald Sutherland              | - 3 nominaciones a los Premios Razzies                 | Página de la película en Filmaffinity.     |
| 1991 | Buscando justicia Out for Justice     | Steven Seagal, William Forsythe, Gina Gershon      |                                                        | Página de la película en Filmaffinity.     |
| 1992 | Nails                                 | Dennis Hopper, Anne Archer                         |                                                        | Página de la película en Filmaffinity.     |
| 1993 | Intriga en Jamaica Scam               | Christopher Walken, Lorraine Bracco                | - Película para TV.                                    | Página de la película en Filmaffinity.     |
| 1994 | Juego mortal Brainscan                | Edward Furlong, Frank Langella, Amy Hargreaves     |                                                        | Página de la película en Filmaffinity.     |
| 1999 | Ausencia del bien Absence of the Good | Stephen Baldwin, Tyne Daly                         |                                                        | Página de la película en Filmaffinity.     |
| 2001 | Cerco a la libertad Protection        | Stephen Baldwin, Peter Gallagher                   |                                                        | Página de la película en Filmaffinity.     |